# Ковектор
Преди да дадем дефиницията за ковектор е нужно да изведем няколко важни правила относно връзката между координатни системи и трансформацията на координати при смяна на векторната база.

## Трансформация между координатни системи
От информацията за вектори знаем че векторът е физически обект, представян чрез три координати в тримерното Евклидово пространство.
А(а1, а2, а3), при зададена база (е1,е2,е3).
{\displaystyle {\vec {A}}=a1.{\vec {e}}1+a2.{\vec {e}}2+a3.{\vec {e}}3}
Можем да запишем горното равенство за по-просто:
{\displaystyle A=a1e_{1}+a2e_{2}+a3e_{3}}
(е1,е2,е3) ще наричаме базови вектори, база или базови координатни вектори. В случая не става дума за единични вектори, понеже големината на тези вектори може да е различна от единица.
Ако променим базата от вектори (е1,е2,е3) и ползваме нова база вектори (е1',е2',е3'), то координатите на вектора ще се променят съответно в А' (а1', а2', а3').
Нека да разгледаме по-подробно какво става при смяна на базата.
Нека да е зададена тримерна координатна система K с линейно независими вектори {\displaystyle (e_{1},e_{2},e_{3})}
търсим ново представяне спрямо различна координатна система K' представена с линейно независими вектори {\displaystyle ({\bar {e}}_{1},{\bar {e}}_{2},{\bar {e}}_{3})}.
Линейната независимост между е1, е2 и е3 означава че нито един от векторите е1, е2 или е3 не може да бъде представен като линейна зависимост на другите два вектора.
Вектор А се представя в системата К чрез следните равенства:
{\displaystyle A(a^{1},a^{2},a^{3})} – Тук нарочно променяме мястото на индекса да бъде отгоре – за да можем по-лесно да различаваме координатите от единичните вектори.
{\displaystyle A=a^{1}e_{1}+a^{2}e_{2}+a^{3}e_{3}=\sum _{i=1}^{3}a^{i}e_{i}}
В системата К'
{\displaystyle {\bar {A}}={\bar {a}}^{1}{\bar {e}}_{1}+{\bar {a}}^{2}{\bar {e}}_{2}+{\bar {a}}^{3}{\bar {e}}_{3}=\sum _{i=1}^{3}{\bar {a}}^{i}{\bar {e}}_{i}}
Такова представяне може да бъде направено за произволен вектор, включително и за координатните вектори:
{\displaystyle {\bar {e}}_{1}=S_{1}^{1}e_{1}+S_{1}^{2}e_{2}+S_{1}^{3}e_{3}}
{\displaystyle {\bar {e}}_{2}=S_{2}^{1}e_{1}+S_{2}^{2}e_{2}+S_{2}^{3}e_{3}}
{\displaystyle {\bar {e}}_{3}=S_{3}^{1}e_{1}+S_{3}^{2}e_{2}+S_{3}^{3}e_{3}}
Тези формули ни дават правилото за трансформация на координатите от система К към система К'.
Скаларната матрица {\displaystyle S_{i}^{j}} определя как да се преизчислят всички величини в новата координатна система К', включително базовите координатни вектори. Затова тази матрица се нарича транзиционна или трансформационна матрица.
По обратния начин можем да намерим взаимовръзката от К' към К:
{\displaystyle e_{1}=T_{1}^{1}{\bar {e}}_{1}+T_{1}^{2}{\bar {e}}_{2}+T_{1}^{3}{\bar {e}}_{3}}
{\displaystyle e_{2}=T_{2}^{1}{\bar {e}}_{1}+T_{2}^{2}{\bar {e}}_{2}+T_{2}^{3}{\bar {e}}_{3}}
{\displaystyle e_{3}=T_{3}^{1}{\bar {e}}_{1}+T_{3}^{2}{\bar {e}}_{2}+T_{3}^{3}{\bar {e}}_{3}}
Матрицата {\displaystyle T_{i}^{j}} ни дава обратната трансформация от К' към К. Тя е зависима от S и се нарича обратна трансформационна матрица.
Горните две формули могат да бъдат записани по-накратко съгласно означенията, въведени от Айнщайн:
{\displaystyle {\bar {e}}_{i}=S_{i}^{1}e_{1}+S_{i}^{2}e_{2}+S_{i}^{3}e_{3}=\sum _{j=1}^{3}S_{i}^{j}e_{j}}
{\displaystyle e_{i}=T_{i}^{1}{\bar {e}}_{1}+T_{i}^{2}{\bar {e}}_{2}+T_{i}^{3}{\bar {e}}_{3}=\sum _{j=1}^{j}T_{i}^{j}{\bar {e}}_{j}}
(2.1)
```

  

    

      

        

          

            

              

                
e

                
¯

              

            

          

          

            
i

          

        

        
=

        

          
∑

          

            
j

            
=

            
1

          

          

            
3

          

        

        

          
S

          

            
i

          

          

            
j

          

        

        

          
e

          

            
j

          

        

      

    

    
{\displaystyle {\bar {e}}_{i}=\sum _{j=1}^{3}S_{i}^{j}e_{j}}

  

  

    

      

        

          
e

          

            
i

          

        

        
=

        

          
∑

          

            
j

            
=

            
1

          

          

            
3

          

        

        

          
T

          

            
i

          

          

            
j

          

        

        

          

            

              

                
e

                
¯

              

            

          

          

            
j

          

        

      

    

    
{\displaystyle e_{i}=\sum _{j=1}^{3}T_{i}^{j}{\bar {e}}_{j}}

  

```

Сега да разгледаме представянето на произволен вектор А(а1, а2, а3)
{\displaystyle {\vec {A}}=a1e_{1}+a2e_{2}+a3e_{3}=\sum _{i=1}^{3}aie_{i}}
{\displaystyle e_{i}=T_{i}^{1}{\bar {e}}_{1}+T_{i}^{2}{\bar {e}}_{2}+T_{i}^{3}{\bar {e}}_{3}}
{\displaystyle {\vec {A}}=\sum _{i=1}^{3}aie_{i}=\sum _{i=1}^{3}ai(T_{i}^{1}{\bar {e}}_{1}+T_{i}^{2}{\bar {e}}_{2}+T_{i}^{3}{\bar {e}}_{3}){\bar {e}}_{j}=\sum _{i=1}^{3}ai\sum _{j=1}^{3}T_{i}^{j}{\bar {e}}_{j}}
{\displaystyle =\sum _{i=1}^{3}\sum _{j=1}^{3}aiT_{i}^{j}{\bar {e}}_{j}=\sum _{j=1}^{3}\sum _{i=1}^{3}T_{i}^{j}ai{\bar {e}}_{j}=\sum _{j=1}^{3}(\sum _{i=1}^{3}T_{i}^{j}ai){\bar {e}}_{j}}
Полагаме:
{\displaystyle {\bar {a}}j=\sum _{i=1}^{3}T_{i}^{j}ai{\bar {e}}_{j}}
И така получаваме формулата за вектор А, изразен спрямо две различни бази:
{\displaystyle A=\sum _{i=1}^{3}aie_{i}=\sum _{j=1}^{3}{\bar {a}}j{\bar {e}}_{j}}
Ще спазваме условностите, приети за удобство при запис. Индексът на координатите го качваме горе и по този начин правим ясно разграничение между базовите вектори и координатите:
{\displaystyle A=\sum _{i=1}^{3}a^{i}e_{i}=\sum _{j=1}^{3}{\bar {a}}^{j}{\bar {e}}_{j}}
Вижда се че величината А не зависи от избора на базовите вектори. Промяната на базовите вектори променя координатите, но не променя посоката и дължината на А.
В сила са следните трансформационни правила:
(2.2)
```

  

    

      

        

          

            

              

                
a

                
¯

              

            

          

          

            
j

          

        

        
=

        

          
∑

          

            
i

            
=

            
1

          

          

            
3

          

        

        

          
T

          

            
i

          

          

            
j

          

        

        

          
a

          

            
i

          

        

        

          

            

              

                
e

                
¯

              

            

          

          

            
j

          

        

      

    

    
{\displaystyle {\bar {a}}^{j}=\sum _{i=1}^{3}T_{i}^{j}a^{i}{\bar {e}}_{j}}

  

```

```

  

    

      

        

          
a

          

            
i

          

        

        
=

        

          
∑

          

            
j

            
=

            
1

          

          

            
3

          

        

        

          
S

          

            
j

          

          

            
i

          

        

        

          
a

          

            
j

          

        

        

          

            

              

                
e

                
¯

              

            

          

          

            
j

          

        

      

    

    
{\displaystyle a^{i}=\sum _{j=1}^{3}S_{j}^{i}a^{j}{\bar {e}}_{j}}

  

```

-второто равенство е следствие от първото и представлява обратна трансформация от К' в К.

## Матрици
{\displaystyle {\begin{Vmatrix}{\bar {a}}^{1}\\{\bar {a}}^{2}\\{\bar {a}}^{3}\end{Vmatrix}}={\begin{Vmatrix}T_{1}^{1}&T_{1}^{2}&T_{1}^{3}\\T_{2}^{1}&T_{2}^{2}&T_{2}^{3}\\T_{3}^{1}&T_{3}^{2}&T_{3}^{3}&\end{Vmatrix}}{\begin{Vmatrix}a^{1}\\a^{2}\\a^{3}\end{Vmatrix}}}
{\displaystyle {\begin{Vmatrix}a^{1}\\a^{2}\\a^{3}\end{Vmatrix}}={\begin{Vmatrix}S_{1}^{1}&S_{1}^{2}&S_{1}^{3}\\S_{2}^{1}&S_{2}^{2}&S_{2}^{3}\\S_{3}^{1}&S_{3}^{2}&S_{3}^{3}&\end{Vmatrix}}{\begin{Vmatrix}{\bar {a}}^{1}\\{\bar {a}}^{2}\\{\bar {a}}^{3}\end{Vmatrix}}}
Ако ползваме съкратен запис за матриците се получава следният резултат:
{\displaystyle {\bar {A}}=TA}
{\displaystyle A=S{\bar {A}}}
{\displaystyle S=T^{-1}}
За сравнение връзката между базовите вектори е обратна:
{\displaystyle {\begin{Vmatrix}{\bar {e}}_{1}\\{\bar {e}}_{2}\\{\bar {e}}_{3}\end{Vmatrix}}={\begin{Vmatrix}S_{1}^{1}&S_{1}^{2}&S_{1}^{3}\\S_{2}^{1}&S_{2}^{2}&S_{2}^{3}\\S_{3}^{1}&S_{3}^{2}&S_{3}^{3}&\end{Vmatrix}}{\begin{Vmatrix}e_{1}\\e_{2}\\e_{3}\end{Vmatrix}}}
В съкратена матрична форма:
{\displaystyle {\bar {E}}={\begin{Vmatrix}{\bar {e}}_{1}\\{\bar {e}}_{2}\\{\bar {e}}_{3}\end{Vmatrix}}\qquad }{\displaystyle E={\begin{Vmatrix}e_{1}\\e_{2}\\e_{3}\end{Vmatrix}}\qquad }{\displaystyle S={\begin{Vmatrix}S_{1}^{1}&S_{1}^{2}&S_{1}^{3}\\S_{2}^{1}&S_{2}^{2}&S_{2}^{3}\\S_{3}^{1}&S_{3}^{2}&S_{3}^{3}&\end{Vmatrix}}}
{\displaystyle {\bar {E}}=SE}
{\displaystyle E=T{\bar {E}}}
Сега вече можем да дадем дефиниция:

## Дефиниция
Ковекторът представлява геометрически обект, представян с тройка координати (1,2,3), за който са сила трансформационните правила:
{\displaystyle {\bar {a}}^{j}=\sum _{i=1}^{3}T_{i}^{j}a^{i}{\bar {e}}_{j}}
{\displaystyle a^{i}=\sum _{j=1}^{3}S_{j}^{i}a^{j}{\bar {e}}_{j}}
Ковекторът е много близък по смисъл до вектора, за да ги разграничаваме умишлено въведохме долен индекс за обозначение на векторите и горен индекс за обозначение на ковекторите.
Друга разлика между вектор и ковектор се състои в следното:
Можем да избираме произволна база вектори, но това не води до произволни координати на ковектора. Тройката координати на ковектора винаги се подчинява на трансформационните правила за права и обратна конверсия.